# Pterodroma hasitata
El petrel antillano (Pterodroma hasitata), también denominado petrel azulado, petrel gorrinegro y diablotín, es una especie de ave procelariforme de la familia Procellariidae. Se extiende por el Caribe hasta el cabo Hatteras sobre la corriente del Golfo  en el Atlántico. Anida en la isla de La Española (en República Dominicana (Sierra de Bahoruco) y Haití (Macizo de la Selle)) y en Dominica; ya no existen nidos en la isla de Guadalupe. En Jamaica está posiblemente extinta Pterodroma caribea, una especie oscura relacionada con P. hasitata y a veces considerada como subespecie de ésta.

## Descripción
El petrel antillano mide unos 41 cm de largo y su envergadura de alas alcanza un metro. Dorsalmente es gris castaño oscuro excepto blanco en la frente, la nuca y en una banda ancha en la rabadilla y la base de la cola. Por abajo es  blanco excepto en  los bordes oscuros de las alas y el extremo de la cola. La mancha oscura de la coronilla cubre también el ojo. El pico es negro. 

## Comportamiento
Vuelan rasantes sobre el agua en vuelo veloz, batiendo las alas rápidamente o sin moverlas cuando aprovechan los vientos contrarios. En los sitios de anidación vuelan de noche para evitar la depredación de las gaviotas. Como en la mayoría de los petreles, su habilidad para caminar es muy limitada, con un dificultoso andar sólo cuando llega al nido. Se alimentan de pequeños peces y calamares que toman de la superficie marina.

### Reproducción
Anida de noviembre a marzo en oquedades y grietas de barrancos de montaña. La puesta es de un solo huevo.

## Conservación
La especie, antes común en las Antillas, ahora es mucho menos abundante. Es un visitante poco común, pero regular, del sudeste de los Estados Unidos, y un ocasional extremadamente raro de Europa occidental. Las causas de su disminución incluyen perdida de hábitat, introducción de predadores, y depredación humana directa.

## Creencias
En los sitios de apareamiento su presencia suele ser causa de creencias en seres sobrenaturales. Esto se debe a que sus llamadas son sonidos extraños en la noche, semejantes a los de las gaviotas, y como son difíciles de ver,  suelen ser tomados por ruidos de brujas o diablos por los pobladores cercanos a sus colonias. Esto ha originado toponimias, como  La Bruja en Cuba o Morne Diablotín, un pico montañoso donde antes se reproducía la especie en Haití.